# Jeremy (film)
Pour les articles homonymes, voir Jérémie (homonymie).
Pour plus de détails, voir Fiche technique et Distribution.
Jeremy est un film américain réalisé par Arthur Barron, sorti en 1973.

## Fiche technique
- Titre original : Jeremy
- Titre français : Jeremy
- Réalisation : Arthur Barron
- Scénario : Arthur Barron
- Direction artistique : Pete Bocour
- Photographie : Paul Goldsmith
- Montage : Zina Voynow
- Musique : Joseph Brooks, Lee Holdridge
- Production : Elliott Kastner, George Pappas
- Société(s) de production : Kennesset Productions
- Société(s) de distribution : (USA) United Artists
- Pays d'origine : États-Unis
- Année : 1973
- Langue originale : anglais
- Format : couleur (DeLuxe) – 35 mm – 1,37:1 – mono
- Genre : drame
- Durée : 90 minutes
- Dates de sortie :
  - France : mai 1973 (Festival de Cannes)
  - États-Unis : 1er aout 1973 (New York)

## Distribution
- Robby Benson : Jeremy Jones
- Glynnis O'Connor : Susan Rollins
- Len Bari : Ralph Manzoni
- Leonardo Cimino : Cello Teacher
- Ned Wilson : le père de Susan
- Chris Bohn : le père de Jeremy
- Pat Wheel : Grace Jones, la mère de Jeremy
- Ted Sorel : Professeur de musique
- Bruce Friedman[1] : Candy Store Owner
- Eunice Anderson : la tante de Susan

## Distinctions

### Récompenses
- Festival de Cannes 1973 :
  - Best First Work pour Arthur Barron

### Nominations
- Festival de Cannes 1973 :
  - Palme d'or pour Arthur Barron
- Golden Globes 1974 :
  - Golden Globe de la révélation masculine de l'année pour  Robby Benson